# Деревня Универсиады
Деревня Универсиады (тат. Универсиада авылы) — жилой микрорайон, сооружённый в Казани в связи с проведением XXVII Всемирной летней Универсиады 2013 года для проживания спортсменов и других участников делегаций. До и после Универсиады используется как самый крупный в России новый студенческий кампус Казанского (Приволжского) федерального университета (КФУ), Поволжского государственного университета физической культуры, спорта и туризма (ПГУФКСТ), Поволжской межрегиональной ИТ-школы, а также Федерального центра подготовки сборных команд России по летним видам спорта (ФЦПСКРЛВС).
Расположена в Приволжском районе города вдоль проспекта Победы (Южной внутригородской магистрали (ЮВМ) Большого Казанского кольца (БКК) и улицы Академика Парина от улицы Хусаина Мавлютова до Оренбургского тракта. Представляет собой крупный прямоугольный квартал, ориентированный по большей оси с северо-востока на юго-запад.
Деревня рассчитана на проживание 14,5 тысяч человек. Её общая площадь — 53 га, в т. ч. более 38 га под зданиями и сооружениями и более 14 га в зелёной зоне (включая 3 га с деревьями). Длина периметра — 2,6 км. Общая площадь жилой зоны — 274 тыс. м².
Проект Деревни был разработан в соответствии с требованиями Международной федерации студенческого спорта (FISU) и на всемирном конкурсе FIABCI Prix D’Excellece удостоен диплома финалиста «За особый вклад в создании социально-значимой инфраструктуры для молодежи и развития спорта». Стоимость сооружения составила 14,4 млрд руб.
Деревня включает 28 многоэтажных жилых корпусов и нежилое здание, сооружения и объекты сопутствующей инфраструктуры, расположенные у трёх осевых и нескольких поперечных проездов и церемониальной площади, а также зелёные территории и забор по периметру в целях безопасности.
Нежилая часть деревни включает Международный административно-информационный центр (медиацентр) площадью 45 тыс. м² с учебно-лабораторным корпусом ПГАФКСТ и первым в мире Музеем Универсиады, Академию тенниса, крытый плавательный бассейн-спорткомплекс «Буревестник», стадион, торгово-бытовой центр, столовую, современный медицинский комплекс с центром спортивной медицины, поликлиникой и здравпунктом, аптеку, почтовый пункт и другие здания культурно-бытового назначения, а также пункт охраны общественного порядка (с 50 сотрудниками МВД и службы охраны во время вне Универсиады и более 440 во время её проведения).
У всех жителей Деревни есть доступ к бесплатному и скоростному Wi-Fi Интернету, скорость которого не превышает 1024 Кб/с. Также здесь действует аварийно-диспетчерская коммунальная служба. Управляет Деревней государственное автономное учреждение Республики Татарстан (ГАУ РТ) «Деревня Универсиады». Как во время Универсиады, так и при работе Деревни как кампуса действует пропускной режим.
На время Универсиады по территории Деревни были пущены открытые маршрутные микроавтобусы-электрокары, а также для команд-участников и волонтёров открыты ресторан на 50 тысяч порций в день нескольких национальных кухонь (в том числе халяльной), 6 молельных залов основных мировых религий. Ресторан устроен в самом большом временном павильоне, когда-либо созданном в России, площадью 12 тысяч кв. м.
В пределах расширенной шаговой доступности от Деревни (около километра, 10-15 минут ходьбы) находится станция метро «Проспект Победы». С осени 2010 года из Деревни в центр и Заречье города действует автобусный маршрут № 47 (ранее также был № 27 только до центра). В течение 2011 года была сооружена троллейбусная линия до Деревни вдоль улицы Парина, по которой запущены маршруты № 8, 11. К Универсиаде по проспекту Победы вдоль Деревни пущен скоростной трамвай в сторону станции метро «Проспект Победы» и «спальных» районов Горки, Азино, Новое Савиново.

## История
Строительство Деревни было начато в июне 2009 года. К сооружению привлекалось до 4 тысяч строителей и студентов.
В августе 2010 года сдан и заселён первый пусковой комплекс в составе двух кластеров кампуса КПФУ вместимостью свыше 7000 человек с 20 жилыми корпусами общей площадью 187 тыс.м², имеющими комнаты с одно-, двух-, трехместным размещением.
В сентябре 2011 года был сдан третий кластер, предназначенный для кампуса ПГАФКСТ и ФЦПСКРЛВС — 8 жилых домов общей площадью 86 тыс. кв. м.
С момента открытия в 2010 году и до Универсиады Деревня обеспечила проведение около 400 различных спортивных и культурных мероприятий, в т. ч. студенческие и прочие международные чемпионаты по футболу, волейболу, шахматам и другие.
В 2012 году на территории Деревни Универсиады открылись IT-лицей КФУ и 4 студенческая поликлиника.
4 апреля 2013 года при участии президента FISU К.-Л. Гальена состоялась церемония передачи ключей от Деревни Универсиады для нужд Универсиады.
В непосредственном преддверии Универсиады 29 июня 2013 года при участии президента FISU К.-Л. Гальена, президента Татарстана Р. Минниханова, мэра Казани И. Метшина, министра спорта России В. Мутко Деревня как центр проживания команд-участников была официально открыта с подъёмом флагов Универсиады и России и исполнением гимна студентов «Gaudeamus». Также 29 июня был открыт Музей Универсиады. 1 июля началось заселение Деревни. 3 июля в Деревне прошла общая welcome-церемония и парад всех волонтёров.
В июле-августе 2015 года впервые в истории таких чемпионатов была Деревней атлетов Чемпионата мира по водным видам спорта (Акватики-2015), в ней было размещено около половины из 6,5 тысяч участников и членов делегаций.
В августе 2016 года здесь прошел VII Всемирный форум татарской молодежи, было размещено 900 делегатов.

## Галерея
- площадь Деревни
- главный въезд
и центральный осевой проезд
- южный осевой проезд
- один из поперечных проездов